# Agata Gajda
Agata Gajda z d. Nowacka (ur. 29 sierpnia 1980 w Pabianicach) – polska koszykarka występująca na pozycji rozgrywającej, reprezentantka kraju, wielokrotna medalistka mistrzostw Polski.
Agata Gajda występuje na pozycji rozgrywającej. Karierę koszykarską rozpoczęła w 1995 roku w zespole MTK Pabianice (kontynuator tradycji Włókniarza Pabianice), następnie grała w ŁKS-ie Łódź i klubie Zapolex Toruń. W jego barwach zadebiutowała w Polskiej Lidze Koszykówki Kobiet, a w debiutanckim sezonie zdobywała średnio 9,3 pkt. Następnie przeszła do Cukierków Odry Brzeg, później zaś reprezentowała barwy CCC Polkowice.
W 2007 roku Gajda została zawodniczką Wisłay Can-Pack Kraków, z którą zdobyła mistrzostwo Polski. W sezonie 2008/2009 ponownie reprezentowała barwy CCC Polkowice, a od 2009 do 2011 występowała w Enerdze Toruń, w sezonie 2011/2012 w CCC Polkowice (zdobywając wicemistrzostwo Polski), w sezonie 2012/2013 w PTK Pabianice, w sezonie 2013/2014 w zespole Basket ROW Rybnik.
Agata Gajda wystąpiła na Mistrzostwach Europy 2005, rozegranych w Turcji oraz Mistrzostwach Europy 2009. Karierę reprezentacyjną zakończyła w lipcu 2010 roku.
Jest córką koszykarki Jolanty Nowackiej.

## Osiągnięcia
Na podstawie, o ile nie zaznaczono inaczej.
Drużynowe
- Mistrzyni Polski (2007, 2008)
- Wicemistrzyni Polski (2012)
- Brązowa medalistka mistrzostw Polski (1997, 2005, 2010)
- Zdobywczyni pucharu Polski (2004)
- Finalistka:
  - superpucharu Polski (2007)
  - pucharu Polski (2007, 2008, 2011)

Indywidualne
- Uczestniczka meczu gwiazd PLKK (2005, 2008, 2010)
- Liderka PLKK w:
  - asystach (2009)
  - przechwytach (2006)
  - skuteczności rzutów wolnych (2003)

Reprezentacja
- Uczestniczka:
  - mistrzostw Europy:
    - 2005 – 7. miejsce, 2009 – 11. miejsce
    - U–20 (2000 – 9. miejsce)
    - U–16 (1995 – 11. miejsce)

  - kwalifikacji Eurobasketu U–18 (1998 – 6. miejsce)